# A Momentary Lapse of Reason
A Momentary Lapse of Reason és el tretzè àlbum del grup de rock progressiu britànic Pink Floyd, i el primer després de la marxa del que havia estat un dels seus líders Roger Waters, que va sortir a la venda el setembre del 1987. El 1985, el guitarrista David Gilmour va començar a reunir músics per a donar forma al seu tercer àlbum en solitari. Tanmateix, a final de 1986 va canviar d'idea i va decidir que el nou material serviria per a un nou àlbum de Pink Floyd. Per a això va decidir tornar a comptar amb el bateria Nick Mason i el teclista Richard Wright per al projecte. Malgrat que per motius legals Wright no podia ser readmès com a membre de la banda, ell i Mason van ajudar Gilmour a posar a punt el que seria el primer àlbum de Pink Floyd des de l'abandonament del lletrista i baixista Roger Waters el desembre de 1985. Richard Wright, que havia abandonat el grup per desavinences amb Waters, no va compondre res d'aquest àlbum i només va formar part del grup en tant que músic, cosa que va provocar molta controvèrsia entre els fans.
Es va gravar principalment a l'estudi de Gilmour, Astoria, construït en una casa flotant. La producció va estar marcada per una disputa legal entre Roger Waters i la banda respecte a qui havia de tenir els drets sobre el nom de "Pink Floyd", disputa que no es va resoldre fins diversos mesos després del llançament del disc. A diferència de la majoria dels àlbums d'estudi de la banda A Momentary Lapse of Reason no té un tema central, ja que es tracta d'una col·lecció de cançons de rock compostes majoritàriament per Gilmour i el músic Anthony Moore. Malgrat que va rebre crítiques de signe oposat i que Waters el va ridiculitzar, gràcies a l'ajuda d'una reeixida gira mundial va superar amb escreix les vendes del seu antecessor The Final Cut. A Momentary Lapse of Reason va ser certificat multiplatí per la RIAA als Estats Units.
Els singles «Learning to Fly» i «On the Turning Away» van tenir un èxit comercial important, mentre que «Sorrow» va esdevenir un clàssic dels concerts de les gires dels anys 1987 i 1994.

## Antecedents
Després del llançament, el 1983, de The Final Cut (sovint considerat de facto un àlbum en solitari de Waters), els tres membres de Pink Floyd van posar-se a treballar en els seus propis projectes individuals. El 1984, el guitarrista David Gilmour va expressar alguns dels seus sentiments sobre la seva relació amb el baixista Roger Waters al seu segon àlbum en solitari, About Face. Gilmour va acabar la seva gira de About Face just quan Waters va començar a promocionar el seu nou àlbum en solitari, The Pros and Cons of Hitch Hiking. Encara que els dos excompanys de grup s'havien ajuntat amb altres músics d'èxit, incloent –en el cas de Waters– a Eric Clapton, ambdós pensaven que, per als seus seguidors, l'atractiu d'un nom en solitari era menor que el de Pink Floyd. L'escassa venda d'entrades va forçar Gilmour a cancel·lar diversos compromisos i el crític musical David Fricke va comentar que els espectacles de Waters eren "un petulant eco, un intent transparent de provar que Roger Waters era Pink Floyd". Després d'un descans de sis mesos, Waters va tornar als Estats Units el març de 1985, amb una segona gira. Tanmateix, aquesta vegada ho va fer sense el suport de CBS Records, que no van ocultar el fet que el que volien en veritat era un altre disc de Pink Floyd. Waters va respondre dient que l'empresa era simplement "una màquina".
| «            | En aquell moment, clar, jo sol pensava: no veig com podem arribar a fer un altre disc o, si podem, si serà en un futur llunyà, i probablement serà per la sensació d'una espècie d'obligació de fer-ho, més que per qualsevol classe d'entusiasme. | » |
| — Nick Mason | |   |

Mentrestant, el bateria Nick Mason va assistir a un concert de Waters a Londres el 1985 i va admetre que trobava a faltar anar de gira sota el nom de Pink Floyd. La seva visita va coincidir amb el llançament del seu segon àlbum en solitari, Profiles, l'agost d'aquell any, en el qual el senzill «Lie for a Lie» cantava Gilmour. Amb un amor compartit per l'aviació, ambdós prenien lliçons de vol i més endavant es van comprar conjuntament un avió De Havilland Devon. Gilmour es va dedicar a diverses col·laboracions, incloent una actuació en un concert de Bryan Ferry en el concert Live Aid de 1985 i coproduint l'àlbum debut homònim de The Dream Academy.
Waters va donar una pista sobre el seu futur en una entrevista a la revista Rolling Stone el 1982, en la qual va dir: "Podria treballar [a Pink Floyd] amb un altre bateria i teclista fàcilment i és probable que en algun moment ho faci", però el desembre de 1985 va anunciar que abandonava la banda i que pensava que Pink Floyd era "una cosa del passat". Gilmour veia les coses d'una altra manera; el guitarrista es va negar a deixar que Pink Floyd s'acabés i tenia intencions de seguir amb la banda: "Li vaig dir [a Waters], abans que marxés: «si te'n vas, carnal, nosaltres seguirem. No ho dubtis, seguirem» ". La contestació de Waters va ser clara: "Mai no ho fareu, carai". Havia escrit a EMI i a Columbia declarant la seva intenció de deixar el grup i els havia demanat que l'alliberessin de les seves obligacions contractuals. També s'havia desfet dels serveis del mànager de la banda Steve O'Rourke i va contractar Peter Rudge per portar els seus assumptes. Això deixava Gilmour i Mason (segons la seva opinió) lliures per continuar usant el nom de "Pink Floyd".
En absència de Waters, Gilmour va començar a reclutar músics per al nou projecte. Uns mesos abans, el teclista Jon Carin va improvisar amb Gilmour en el seu estudi Hookend, on va compondre la progressió d'acords que després es convertiria en «Learning to Fly», per la qual cosa se'l va convidar a formar part de l'equip. Gilmour va convidar a Bob Ezrin (coproductor de The Wall el 1979) a participar en el projecte, i ajudar a consolidar el nou material que s'havia compost. La invitació va arribar poc després que el productor rebutgés una oferta de Waters per treballar en el seu nou projecte en solitari, Radio K.A.O.S., a la que Ezrin no va poder correspondre: "… Era molt més fàcil per a Dave i mi fer nostra versió d'un àlbum de Floyd". Ezrin va arribar al Regne Unit a l'estiu de 1986, per al que després va descriure Gilmour com a "trastejar amb un munt de demos". Arribats a aquest punt no hi havia un compromís ferm per a un nou àlbum de Floyd, i públicament, Gilmour deia que el nou material podria acabar sent el seu tercer àlbum en solitari. En una reunió de novembre de 1986 entre Gilmour, Ezrin i el representant de CBS Stephen Ralbosky, el guitarrista no va tenir dubtes sobre els sentiments de Ralbosky: " Aquesta música no sona en absolut com a Pink Floyd, carai!". Gilmour, després va admetre que l'absència de Waters representava un problema i que el nou projecte s'antullava difícil sense la seva presència. Gilmour va experimentar amb diversos compositors com Eric Stewart i Roger McGough, però finalment es va decantar pel músic Anthony Moore, qui després va aparèixer en els crèdits com a coautor de «Learning to Fly» i «On the Turning Away». La idea d'un àlbum conceptual va ser descartada i Gilmour va optar per la més habitual forma de cançons sense un nexe temàtic definit entre elles. Per a final d'any, ja havia decidit que el nou material seria un nou àlbum de Pink Floyd.

## Enregistrament
A Momentary Lapse of Reason, com es va anomenar més tard, es va gravar en diversos estudis diferents, sent el principal la casa flotant de Gilmour, Astoria, adquirida pel mateix Gilmour l'estiu de 1986. El vaixell es trobava amarrat al riu Tàmesi, el qual (segons Ezrin), finalment "es va imposar en totes les cançons. "Treballar allà va ser màgic, tan inspirador; xavals baixant en piragües pel riu, oques volant… ". Van contractar a Andy Jackson (un col·lega de l'amic de Floyd James Guthrie) perquè s'encarregués de l'enginyeria de so. En una sèrie de sessions discontínues entre novembre de 1986 i febrer de 1987, la banda de músics de Gilmour va treballar en nou material, que a diferència d'altres treballs de Floyd es va gravar en una màquina analògica de 24 pistes i es va utilitzar el mètode de l'overdubbing amb una enregistradora digital Mitsubishi de 32 pistes. Aquesta tendència d'usar noves tecnologies va continuar amb la utilització de sincronització Midi, controlada amb un ordinador Apple Macintosh.
| «               | No pots tornar enrere… Has de trobar una nova forma de treballar, d'operar i seguir endavant. No vam fer això d'una forma ni remotament semblant a cap altre àlbum de Floyd. Van ser sistemes diferents, tot. | » |
| — David Gilmour | |   |

Després d'acordar tornar a treballar amb el material que tan poc li havia agradat a Ralbosky, Gilmour va contractar nous músics de sessió, incloent Carmine Appice i Jim Keltner. Ambdós bateries després van reemplaçar Mason en la gran majoria de les cançons; Mason pensava que estava massa desentrenat per tocar les peces, per la qual cosa va preferir dedicar-se als efectes de so. Algunes de les parts de bateria es van fer amb una caixa de ritmes. La nova dona de Wright, Franka, es va posar en contacte amb Gilmour per preguntar-li si Wright podia contribuir al nou àlbum. Gilmour va considerar la petició; el teclista havia abandonat la banda el 1979, i hi havia certs temes legals que complicaven la seva readmissió, però després d'una reunió en Hampstead va ser readmès, encara que no com a membre "oficial". Gilmour, després va admetre -en una entrevista concedida a l'escriptor Karl Dallas- que la presència de Wright "ens faria més forts musicalment i legalment". Per això, se'l va contractar com a músic amb un sou d'11.000 $ a la setmana, encara que les seves contribucions van ser mínimes. La majoria de les noves peces de teclat ja estaven gravades, pel que des de febrer de 1987 només va tocar alguns reforços amb l'orgue Hammond i un piano Fender Rhodes, al costat de diverses harmonies vocals. El teclista també va tocar un solo per a «On the Turning Away», finalment descartat, segons Wright "no perquè no els agradés […]; simplement van pensar que no encaixava". Gilmour després va dir: "Al principi, tant Nick com Rick estaven catatònics quant a les seves habilitats per tocar. Cap d'ells no va tocar realment en aquest disc. A la meva manera de veure, Roger els havia destruït", un comentari que clarament va enutjar a Mason, que va contestar: "Nego que estigués catatònic. Esperaria això de l'oposició, però és menys atractiu venint dels aliats. En algun moment, va demanar alguna cosa així com una disculpa". No obstant això Mason sí que va reconèixer que Gilmour estava nerviós sobre com es percebria l'àlbum.

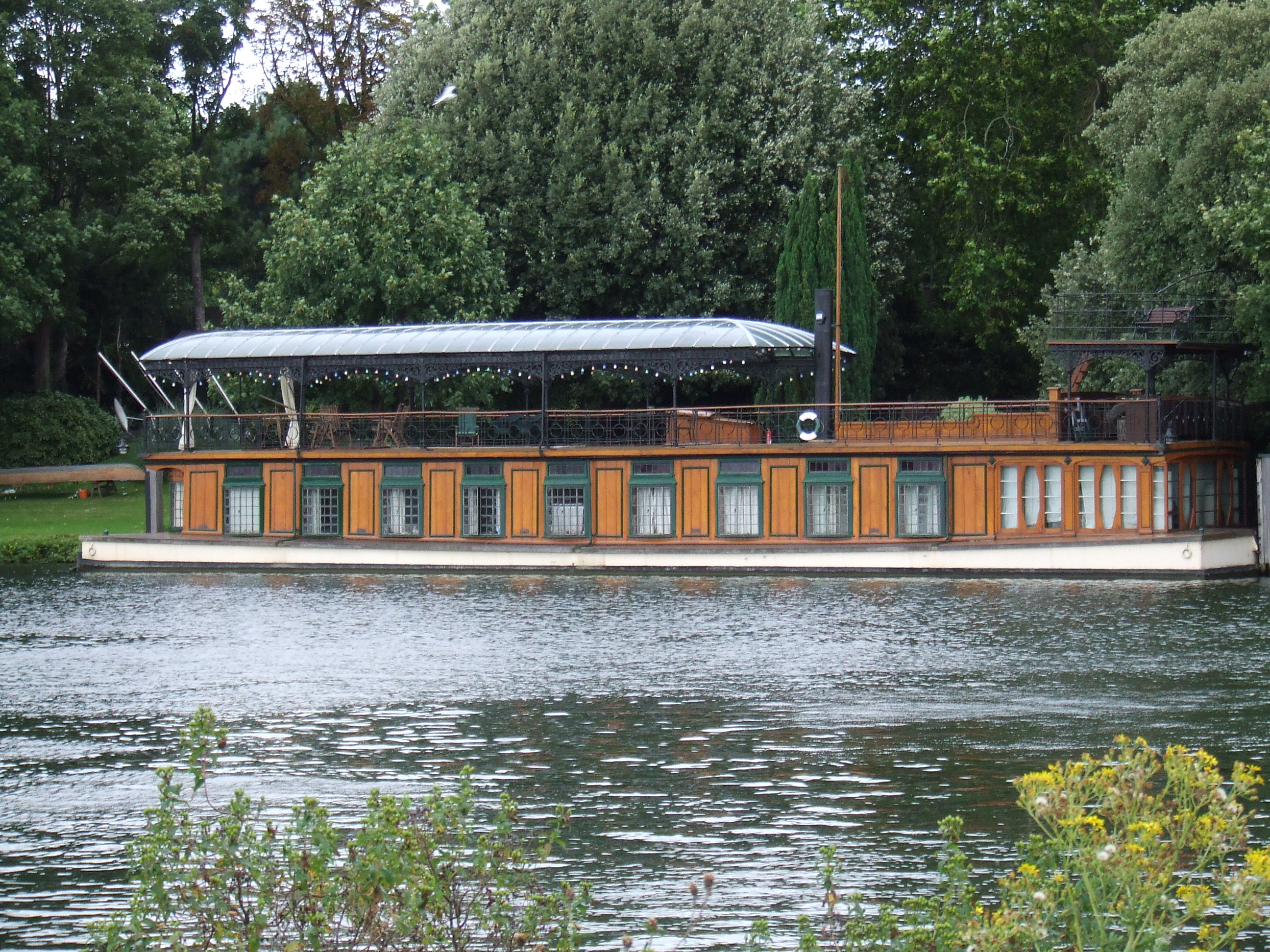
Imatge de l'estudi d'enregistrament de Gilmour, Astoria

«Learning to Fly», amb la seva lletra "circling sky, tongue-tied and twisted, just an earthbound misfit, I" (cel fent cercles, retorçat i amb la llengua lligada, només un inadaptat encadenat a la terra, jo), es va inspirar en les lliçons de vol de Gilmour, que sovint entrava en conflicte amb les seves obligacions en l'estudi. La pista també conté un enregistrament de la veu de Mason, gravada durant un enlairament. La banda va experimentar amb mostrejos digitals, i Ezrin va gravar el so del barquer de Gilmour (Langley Iddens) remant pel Tàmesi. La presència d'Iddens a les sessions d'enregistrament va tornar-se vital després que, en una ocasió, l'Astoria comencés a decantar-se en resposta a una pujada de la marea, que empenyia el vaixell contra el moll en el qual estava atracat. «The Dogs of War», que Gilmour diu que tracta de "mercenaris polítics i físics", es va inspirar en un accident durant l'enregistrament. El sampler va començar a emetre sons d'un riure, que Gilmour va pensar que sonava com els lladrucs d'un gos. «Terminal Frost» era una demo antiga de Gilmour, sobre la qual feia temps que havia volgut treballar afegint-li lletra, però que finalment va decidir deixar com a tema instrumental. En canvi, la lletra de «Sorrow» es va escriure abans de compondre la música. El solo de guitarra que l'obre es va gravar a Los Angeles Memorial Sports Arena. Un estudi mòbil amb una enregistradora de 24 pistes va passar la Fender de Gilmour a través del sistema de PA, i es va gravar en so surround.
Malgrat la tranquil·litat que oferia l'estudi Astoria, les sessions es veien interrompudes sovint per les discussions entre Waters i els altres membres de Pink Floyd sobre els drets per utilitzar el nom de "Pink Floyd". O'Rourke, creient que el seu contracte s'havia rescindit de forma il·legal, va demandar el baixista per 25.000 £ de comissions endarrerides. En una reunió de Pink Floyd Music Ltd (des de 1973, la cambra de compensació de Pink Floyd per a totes les transaccions financeres) a la tardor de 1986, Waters es va assabentar que s'havia obert un nou compte bancari per a tot el relatiu al "nou projecte de Pink Floyd". Immediatament, va sol·licitar al jutge que no permetés l'ús del nom Pink Floyd mai més, però els seus advocats van descobrir que l'associació comercial mai no es va confirmar oficialment i Waters va tornar als tribunals per intentar aconseguir vetar que es pogués usar el nom en el futur. Els advocats de Gilmour van respondre amb un comunicat de premsa que afirmava que Pink Floyd continuaria existint, arribant a dir-li a un reporter del The Sunday Times que "Roger és el gos de l'hortolà i lluitaré amb ell, ningú més no ha reclamat el nom de 'Pink Floyd' per a si. Qualsevol que ho fes seria extremadament arrogant". Waters va visitar l'Astoria en dues ocasions, i va mantenir, junt amb la seva dona, una reunió amb Ezrin l'agost de 1986 (el productor després va suggerir que li estava "donant un cop d'ull"). Com que Waters continuava sent accionista i director de la música de Pink Floyd, tenia el poder de bloquejar qualsevol decisió feta pels seus antics companys. El febrer de 1987, les sessions d'enregistrament es van traslladar als Estudis Mayfair, i entre febrer i març -per un acord amb Ezrin per gravar a prop de casa seva- a A&M Studios a Los Angeles: va "ser fantàstic perquè […] els advocats no podien cridar en meitat dels enregistraments, llevat que ho fessin en meitat de la nit". La revista Rolling Stone va publicar un reportatge el juliol de 1987 que tractava sobre les discussions entre Waters i Pink Floyd, convertint-se en el seu número més venut d'aquell any. No obstant això, les disputes legals van arribar a la fi el novembre d'aquell mateix any.

## Presentació
El títol de l'àlbum es va escollir després d'haver considerat detingudament el tema. Els tres títols que es van remenar inicialment van ser «Signs of Life», «Of Promises Broken» i «Delusions of Maturity».
Per primera vegada des d'Animals, de 1977, l'encarregat del disseny de la portada i l'art de l'àlbum va ser Storm Thorgerson. El seu disseny final va ser una llarga rastellera de llits d'hospital col·locats en una platja. Es va inspirar en una frase de la cançó de la sisena pista de l'àlbum «Yet Another Movie» que diu: "vestigis de relacions que s'han evaporat, deixant només ecos,", i una petita insinuació de Gilmour sobre un disseny que incloïa un llit en una casa d'estil mediterrani. La portada mostra 800 llits d'hospital, col·locats a Saunton Sands a Devon (on, casualment, es van rodar algunes de les escenes de Pink Floyd The Wall). El col·lega de Thorgerson es va encarregar de la distribució dels llits. Al cel s'albira una ala delta, una referència a la cançó «Learning to Fly». El fotògraf, Robert Dowling, va guanyar un premi concedit per l'Associació de Fotògrafs per la imatge, per a la qual va necessitar unes dues setmanes de treball. Per deixar clar el missatge que Waters ja no estava a la banda, es va incloure a l'interior del disc una fotografia grupal presa per David Bailey, cosa que no ocorria des de Meddle. El nom de Wright només apareix en la llista de crèdits.

## Llançament i acollida
A Momentary Lapse of Reason es va llançar al Regne Unit i els Estats Units el 7 de setembre de 1987. Es va posicionar immediatament en el tercer lloc de les llistes d'ambdós països, només superat pels àlbums Bad de Michael Jackson i 1987 de Whitesnake. Encara que Gilmour inicialment va veure l'àlbum com una tornada de la banda a la seva millor època, Wright després va discrepar, admetent que "les crítiques de Roger eren justes. No és un àlbum de la banda en absolut".
És notablement diferent en estil i contingut al seu predecessor, The Final Cut. Gilmour va presentar A Momentary Lapse com una tornada a la vella època de Pink Floyd, dient que, cap al final de l'època de Waters, les lletres eren més importants que la música. Gilmour va afirmar que:
| «               | The Dark Side of the Moon i Wish You Were Here van ser tan reeixits no solament per les contribucions de Roger, sinó també perquè hi havia una millor harmonia entre la música i les lletres [que als àlbums posteriors]. | » |
| — David Gilmour | |   |

També va dir que amb A Momentary Lapse, havia intentat restaurar aquest equilibri entre lletres i música.
| «              | Crec que és molt superficial, però una bona falsificació … Les cançons en general són pobres; les lletres gairebé no me les puc creure. Les lletres de Gilmour són de tercer nivell. | » |
| — Roger Waters | |   |

La Revista Q va comentar que l'àlbum semblava un esforç en solitari de Gilmour: "A Momentary Lapse of Reason és un àlbum de Gilmour en la mateixa mesura en el qual els anteriors quatre que van sortir sota el nom de Floyd estaven dominats per Waters". William Ruhlman d'Allmusic.com va comentar una cosa similar, dient en la seva ressenya que era "en tot era un àlbum en solitari de Gilmour menys en el nom". El Toronto Star va escriure: "Alguna cosa falta aquí. Això no és, malgrat el seu pes pesant, un àlbum que desafiï i provoqui com Pink Floyd hauria. Perdoneu que ho digui, però A Momentary Lapse Of Reason és mundà, predictible". El crític de The Village Voice Robert Christgau va escriure: "A simple vista, gairebé no sembla que la mestria conceptual de la banda s'hagi acabat…, traient el fet que cada vegada treuen menys idees".
A Momentary Lapse of Reason va aconseguir el disc d'or i el de plata al Regne Unit l'1 d'octubre de 1987, i or i platí als Estats Units el 9 de novembre. Es va convertir en doble platí el 18 de gener de l'any següent, triple platí el 10 de març de 1992 i quàdruple platí el 16 d'agost de 2001, superant folgadament les vendes de l'àlbum previ The Final Cut. Es va reeditar el 1988 com a edició limitada en format Lp, amb pòsters i una confirmació per a la compra d'entrades per a la gira de la banda pel Regne Unit. El 1994 es va tornar a remasterizar i reeditar, mentre que el 1997 es va reeditar novament als Estats Units per celebrar el 10è aniversari del seu llançament.

## Gira

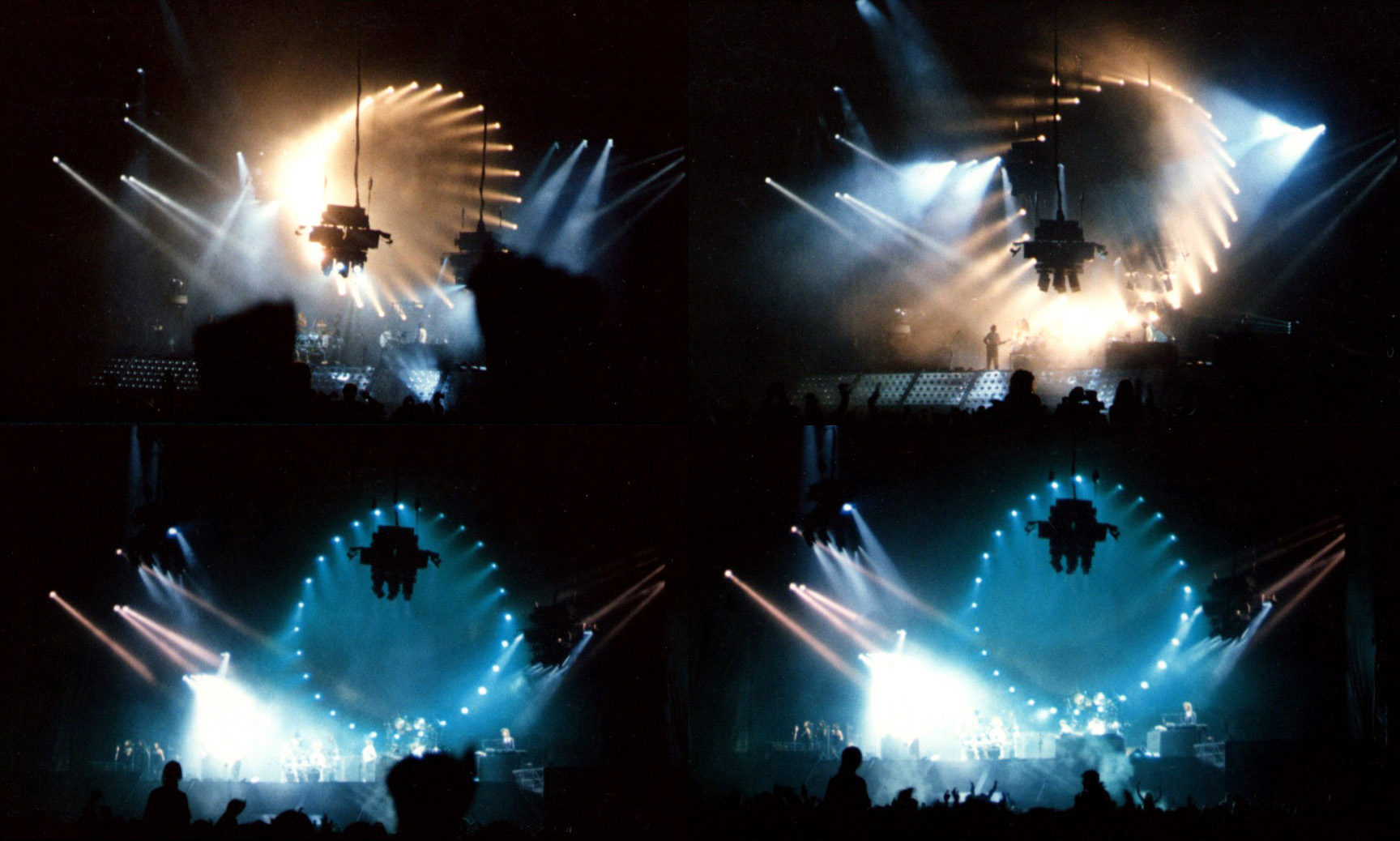
Foto del muntatge d'un dels concerts de la gira A momentary Lapse.

La decisió de fer una gira de promoció per a l'àlbum es va prendre abans, fins i tot, que estigués complet i els primers assajos van ser caòtics; Mason i Wright estaven desentrenats i en adonar-se que estava intentant abastar massa, Gilmour li va demanar a Bob Ezrin que se'n fes càrrec. Les coses es van complicar més fins i tot, quan Waters va contactar amb diversos promotors nord-americans per amenaçar-los amb demandes si es feia servir el nom de "Pink Floyd". Gilmour i Mason van finançar els costos inicials (Mason va usar el seu Ferrari 250 GTO com a aval). Tanmateix, alguns promotors es van sentir ofesos per les amenaces de Waters, fins que finalment es van posar en venda 60.000 entrades a Toronto que es van vendre en poques hores.
| «              | Em van amenaçar amb el fet que teníem un contracte amb CBS Records i que part del mateix podia interpretar-se de manera que signifiqués que teníem un compromís de crear producte per a CBS i que si no continuàvem creant producte, podrien a) demandar-nos i b) retenir regalies si no fèiem més àlbums. Així que van dir: «Això és el que farà la companyia discogràfica, i la resta de la banda et demandarà per totes les seves despeses legals i qualsevol pèrdua de beneficis perquè ets tu el que està impedint que la banda faci més discos». Em van forçar a renunciar a la banda perquè, si no ho feia, les repercussions financeres m'haguessin escombrat completament. | » |
| — Roger Waters | |   |

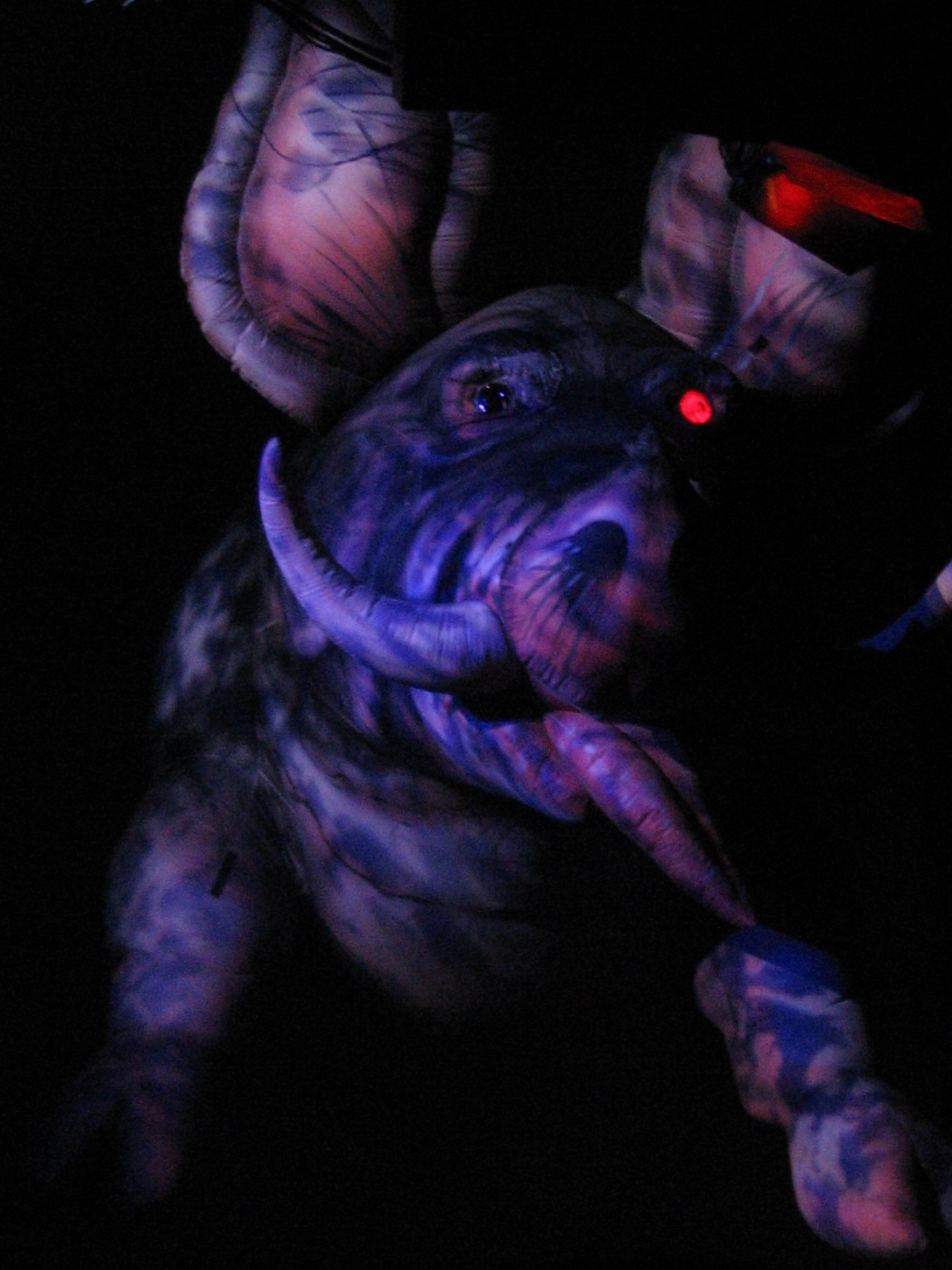
Un dels "porcs voladors" dissenyats per Waters.

Alhora que la nova formació (amb Wright) realitzava una gira per Amèrica del Nord, es duia a terme la gira Radio K.A.O.S. de Waters i, en algunes ocasions, en llocs propers. El baixista va prohibir a tots els membres de Pink Floyd assistir als seus concerts, que tenien lloc generalment en recintes més petits que els dels seus antics companys. Waters va aconseguir una ordre judicial pels drets d'autor del "porc volador" que usava la banda, per la qual cosa el van abillar amb uns enormes genitals masculins per distingir-lo del disseny original de Waters. Tanmateix, el novembre de 1987, el baixista va admetre la seva derrota, i el 23 de desembre van arribar a un acord legal després de reunir-se a bord de l'Astoria. Mason i Gilmour podrien usar el nom de Pink Floyd a perpetuïtat, mentre que a Waters se li va garantir, entre altres coses, drets sobre The Wall. No obstant això, la disputa no va acabar del tot, amb ocasionals menyspreus de Waters envers els seus antics companys, mentre Gilmour i Mason responien recalcant les afirmacions de Waters que fracassarien sense ell. The Sun va publicar una història sobre Waters, que segons ells havia pagat un artista per crear 150 rotlles de paper higiènic amb la cara de Gilmour. Waters després va negar la història, encara que deixa patent, com dallunyat es trobaven en aquell moment.
La gira Momentary Lapse va ser un veritable èxit. Tots els seus concerts als Estats Units van registrar la màxima assistència, sent la gira més reeixida de l'any. Aviat van seguir gires per Austràlia, el Japó i Europa (i particularment el Regne Unit), abans que la banda tornés dues vegades més als Estats Units. El 22 de novembre de 1988 es va llançar un àlbum en directe titulat Delicate Sound of Thunder, seguit d'un vídeo el juny de 1989. Pocs dies després els tripulants de la Soiuz TM-7 van posar l'àlbum, fent de Pink Floyd la primera banda a haver sonat a l'espai. La gira es va donar per acabada a Knebworth Park el setembre de 1990, després de més de dues-centes actuacions, una assistència aproximada de 4,25 milions d'espectadors, i una recaptació de més de 60 milions de lliures esterlines (sense incloure marxandatge).

## Llista de cançons
| Núm. | Títol                                | Lletra       | Música                                             | Durada |
| ---- | ------------------------------------ | ------------ | -------------------------------------------------- | ------ |
| 1.   | «Signs of Life»                      | Instrumental | David Gilmour, Bob Ezrin                           | 4:24   |
| 2.   | «Learning to Fly»                    | Gilmour      | David Gilmour, Anthony Moore, Bob Ezrin, Jon Carin | 4:53   |
| 3.   | «The Dogs of War»                    | Gilmour      | Gilmour, Moore                                     | 6:05   |
| 4.   | «One Slip»                           | Gilmour      | Gilmour, Phil Manzanera                            | 5:10   |
| 5.   | «On the Turning Away»                | Gilmour      | Gilmour, Moore                                     | 5:42   |
| 6.   | «Yet Another Movie/Round and Around» | Gilmour      | Gilmour, Patrick Leonard                           | 7:28   |
| 7.   | «A New Machine part 1»               | Gilmour      | Gilmour                                            | 1:46   |
| 8.   | «Terminal Frost»                     | Instrumental | Gilmour                                            | 6:17   |
| 9.   | «A New Machine part 2»               | Gilmour      | Gilmour                                            | 0:38   |
| 10.  | «Sorrow»                             | Gilmour      | Gilmour                                            | 8:46   |

## Crèdits
- David Gilmour – Veus, guitarra, teclats, seqüenciador musical.
- Nick Mason – cors a Learning to Fly i Sorrow, bateria, percussió, caixa de ritmes, i efectes sonors.

### Músics addicionals
- Rick Wright – teclats, cors addicionals
- Tony Levin – baix, chapman stick
- Bob Ezrin – percussió, seqüenciadors
- Jim Keltner – bateria
- Steve Forman – percussió
- Carmine Appice – bateria
- Bill Payne – orgue Hammond
- Tom Scott – saxòfon alt i soprano
- Scott Page – saxòfon tenor
- Jon Carin – teclats
- Patrick Leonard – sintetitzadorss
- Michael Landau – guitarra
- John Helliwell – saxòfon
- Darlene Koldenhaven, Carmen Twillie, Phyllis St. James, Donnie Gerrard – cors

### Producció
- Bob Ezrin – productor
- David Gilmour – productor
- Andrew Jackson – enginyer de so, mescles
- James Guthrie – mescles addicionals

## Posició a les llistes
| Llista (1987)                  | Posició |
| ------------------------------ | ------- |
| The Official UK Charts Company | 3       |
| US Billboard 200               | 3       |
| Llista australiana d'àlbums    | 47      |
| Llista noruega d'àlbums        | 2       |
| Llista suïssa d'àlbums         | 2       |

| Any  | Single            | Llista                       | Posició |
| ---- | ----------------- | ---------------------------- | ------- |
| 1987 | "Learning to Fly" | US Billboard Hot 100         | 70      |
| 1988 | "One Slip"        | Llista britànica de senzills | 50      |